# Carlos Espinosa
Carlos Felipe Ignacio Espinosa Contreras (Santiago del Cile, 22 novembre 1982) è un ex calciatore cileno, di ruolo centrocampista.

## Palmarès

### Club

#### Competizioni nazionali
- Campionato cileno: 1

Cobreloa: Clausura 2004